# Powiślenia
Powiślenia – interdyscyplinarny festiwal sąsiedzki, organizowany co roku, w połowie września, na warszawskim Powiślu.

## Opis
Festiwal jest współtworzony przez związane z Powiślem instytucje publiczne (m.in. Bibliotekę Uniwersytecką, Centrum Nauki Kopernik, Muzeum Fryderyka Chopina, domy kultury, kawiarnie), organizacje pozarządowe (m.in. towarzystwa), fundacje i osoby prywatne. Na jego program składają się m.in. koncerty, spektakle teatralne, pikniki, wystawy, spotkania sąsiedzkie, konkursy, warsztaty artystyczne, spacery z przewodnikami.
„Powiślenia”, organizowane od 2009, zdobyły w 2010 tytuł Najlepszej Warszawskiej Inicjatywy Pozarządowej 2010 roku w kategorii projektów interdyscyplinarnych. Inicjatorka festiwalu Katarzyna Federowicz została nagrodzona Nagrodą im. Heleny Radlińskiej dla Animatora Społecznego w 2012 roku.